# Bijvoetdwergspanner
De bijvoetdwergspanner (Eupithecia innotata) is een nachtvlinder uit de familie Geometridae, de spanners. De voorvleugellengte bedraagt tussen de 10 en 12 millimeter. Hij overwintert als pop.

## Waardplanten
De bijvoetdwergspanner heeft bijvoet en wilde averuit, maar met name in de eerste generatie ook allerlei houtige planten zoals vlier en meidoorn als waardplanten.

## Voorkomen
De bijvoetdwergspanner komt voor van Europa tot het westen van Siberië en Afghanistan.
De bijvoetdwergspanner is in Nederland en België een schaarse soort, die verspreid over het hele gebied kan worden gezien. De vlinder kent twee generaties die vliegen van eind februari tot eind oktober.